# Dervio
Dervio je obec v provincii Lecco v italském regionu Lombardie. Leží na východním břehu Comského jezera, 70 km severně od Milána a 25 km severozápadně od města Lecco. Nachází se na poloostrově se stejným názvem na jezeře Como, v ústí řeky Varrone. V roce 2014 měla 2 694 obyvatel.
Sousedí s následujícími obcemi: Bellano, Cremia, Dorio, Introzzo, Pianello del Lario, San Siro, Sueglio, Tremenico, Vendrogno, Vestreno.